# Отрощенко, Сергей Борисович
Сергей Борисович Отрощенко (2 апреля 1910, Омск — 6 сентября 1988, Москва) — советский живописец, монументалист, театральный художник. Член Союза художников СССР (с 1941 года).

## Биография
В 1925—1929 годах учился в Омском художественно-промышленном техникуме. С 1930 по 1935 год учился на театральном факультете  в Одесском художественном институте (у В.Н. Мюллера). С 1935 по 1940 год учился в Киевском художественном институте (в мастерской Фёдора Кричевского). В 1968 году переехал в Москву, где работал на Комбинате монументально-декоративного искусства ХФ РСФСР.
С началом Великой Отечественной войны был призван в армию и с 1941 по 1944 год работал художником фронтового Дома Красной Армии. С 1944 по 1968 год жил и работал в Киеве. 
В 1968 году С.Б. Отрощенко переехал в Москву, где работал на Комбинате монументально-декоративного искусства Художественного Фонда РСФСР.  Участвовал в росписи павильона «Украина» (ВДНХ, Москва). Работал над монументальными произведениями для Музея исторических драгоценностей УССР: по эскизам художника и его рисункам в натуральную величину создано шесть витражей, посвященных старинным ремеслам. 

#### Семья
1-й брак — художница Татьяна Яблонская.
- Дочь — Елена Сергеевна Бейсембинова (Отрощенко; род. 1941) (изображённая на картине «Утро»), художница. Ее муж — Арсен Сарсенович Бейсембинов (1940—2000), художник[3].
  - Внук — Зангар Арсенович Бейсембинов (род.  1962), художник.
- Дочь — Ольга Сергеевна Отрощенко (1947—1999, Киев), художница. Член Союза художников Украинской ССР (1977).

2-й брак — Наталья Николаевна Гавриленко (урожд. Шиковина, род. 1922), художник-монументалист
- Падчерица (ее отец Савва Сазонтович Гавриленко (род.1911), архитектор) — Марина Саввична Гавриленко (род. 1956). Ее муж — скульптор Дмитрий Владимирович Томаев (1953—1989)[5].

## Выставки
- Участвовал в художественных выставках с 1940 года
- Персональная выставка в Киеве в 2009 году

## Культурное наследие
Многочисленные фронтовые зарисовки Отрощенко разнообразны по тематике и по художественному уровню. В творческом наследии мастера много этюдов и зарисовок, посвященных героической обороне Сталинграда. Его гуашь «Сталинград в огне» (1943) полна откровенности и эмоционального напряжения. Во время войны художник также занимался изготовлением плакатов, также отличался Сергей Борисович во время работы в армейской газете своими колоритными портретами бойцов, зарисовками боевых эпизодов и карикатурами. все они впечатляли высокой техникой исполнения и эмоциональностью. Работал художник тогда в основном в жанрах станковой и монументальной живописи. Позже он создал в соавторстве с другим мастером панно «Избранники народа — депутаты Верховного совета в Кремле», «Советский народ имеет право на отдых» и «Поднятие целины». К сожалению, работы те не сохранились до наших дней. Он также был автором театральных декораций к спектаклям. Он оформлял оперу «Золотой петушок» Римского-Корсакова в Одесском театре оперы и балета (1935) и «Наталку Полтавку» Николая Лысенко в Киевском театре оперы и балета.

### Избранные работы
- «Партизанский край» (1945)
- «Одесский порт» (1948)
- «В дни фестиваля» (1956)
- «Мстители» (1958)
- «Пастух» (1961)
- «Ранняя весна в Карпатах» (1968)
- серия пейзажей «Суздаль» (1971)
- «В порту»
- «Мост в Днепропетровске»
- «Зеленая поляна»
- «Церковь в Закарпатье»

Произведения находятся в следующих музеях и галереях:
- Государственная Третьяковская галерея
- Государственный Русский Музей
- Национальный художественный музей Украины
- Киевский музей русского искусства
- Одесский художественный музей
- Луганский художественный музей[7]
- Частные собрания